# Franz Peter Künzel
Franz Peter Künzel (* 31. März 1925 in Königgrätz, Tschechoslowakei; † 26. Mai 2023 in Puchheim) war ein deutscher Übersetzer tschechischer und slowakischer Literatur, Verlagslektor und Redakteur.

## Leben
Nach zunächst tschechischer Schulbildung besuchte Künzel in Reichenberg die deutschsprachige Realschule. Von 1943 bis 1945 war er Soldat und anschließend in englischer Kriegsgefangenschaft. 1959 legte er in München die Staatsprüfung als Übersetzer und Dolmetscher der tschechischen Sprache im Fachgebiet Geisteswissenschaften ab. Von 1954 bis 1964 war er Verlags-Cheflektor und übte anschließend eine freiberufliche Tätigkeit als literarischer Übersetzer und Interpret tschechischer und slowakischer Literatur sowie kulturpolitischer Entwicklungen in Presse, Rundfunk und Fernsehen aus. Von 1985 bis 2014 wirkte er als Chefredakteur der Europäischen Kulturzeitschrift Sudetenland.
Mitgliedschaften bestanden in Schriftsteller-Vereinigungen wie Internationaler P. E. N., Künstlergilde e. V., Adalbert-Stifter-Verein und Literatur-Jurys (Andreas-Gryphius-Preis, Georg-Dehio-Preis, Nikolaus-Lenau-Preis und andere).
1980 wurde er als ordentliches Mitglied der Klasse der Künste und Kunstwissenschaften in die Sudetendeutsche Akademie der Wissenschaften und Künste berufen. Künzel war mit der Autorin und Maschinenschreiberin Sigrid Lude verheiratet.

## Preise
Sein literarisches Wirken fand vielfach nationale und internationale Anerkennung:
- 1966 Verdienstmedaille der Tschechoslowakischen Gesellschaft für internationale Beziehungen
- 1968 Petr-Bezruč-Plakette von UNESCO/ČSSR und Übersetzerpreis des Tschechoslowakischen Schriftstellerverbandes
- 1988 Viteslav-Nezval-Übersetzerpreis
- 1994 Silbergriffel Bayerischer Rundfunk und pro arte-Medaille der Künstlergilde Esslingen
- 1995 Kunstpreis zur deutsch-tschechischen Verständigung
- 1996 Verdienstorden der Bundesrepublik Deutschland (Verdienstkreuz am Bande)
- 1998 Großer Sudetendeutscher Kulturpreis
- 2000 Liebieg-Medaille des Heimatkreises Reichenberg in Augsburg

## Übersetzungen ins Deutsche
- Marie Majerová: Vom Hähnchen und Hühnchen, Kinderbuch 1956;
- Josef Sekera: Tanz an der Waag. Ein Zigeunerroman, 1956;
- František Kubka: Glück im Sturm, Roman 1957;
- Josef Toman: Don Juan, Roman 1958;
- Josef Veromír Pleva: Die Geschichte vom kleinen Bobesch, Kinderbuch 1959;
- Bohumil Hrabal: Tanzstunden für Erwachsene und Fortgeschrittene; Erzählung 1965;
- Josef Nesvadba: Van Linh oder Die Entdeckung der erfüllten Wünsche, Erzählung 1966;
- Miroslav Holub: Obwohl ... Gedichte 1969;
- Václav Havel: Die Bettleroper, Drama 1969; Fledermaus auf der Antenne, Fernsehspiel, 1975;
- Vladislav Vančura: Das Ende der alten Zeiten, Roman 1972;
- Miroslav Holub: Aktschlüsse, Halbgedichte 1974;
- Milan Kundera: Das Leben ist anderswo, Roman 1974;
- Julius Fučík: Reportage, unter dem Strang geschrieben, Bericht 1976;
- Milan Kundera: Abschiedswalzer, Roman 1977;
- Jaroslav Seifert: Der Regenschirm vom Piccadilly/Die Pestsäule, Gedichte 1985;
- Jaroslav Seifert: Der Halleysche Komet, Gedichte 1986;
- Ludvík Vaculík: Ach, Stifter, Erzählung 1991;
- Petr Pavlík: Dar – Der Hund aus Sibirien, Erzählung 1994.